# Corokia budcotonea
Corokia budcotonea är en tvåhjärtbladig växtart som beskrevs av Harry Howard Barton Allan. Corokia budcotonea ingår i släktet Corokia, och familjen Argophyllaceae. Inga underarter finns listade i Catalogue of Life.